# Ceropupa trismegista
Ceropupa trismegista är en insektsart som beskrevs av Alexander Fyodorovich Emeljanov 1994. Ceropupa trismegista ingår i släktet Ceropupa och familjen Derbidae. Inga underarter finns listade i Catalogue of Life.